# Olivia d'Abo
Olivia Jane d'Abo (Londres, 22 de enero de 1969) es una actriz y cantante británica, conocida principalmente por el papel de Jehnna en Conan el destructor, Karen Arnold en The Wonder Years y el de la villana Nicole Wallace en Law & Order: Criminal Intent.

## Vida personal
Es hija de la modelo y actriz Maggie d'Abo y del músico Mike d'Abo y ha estado casada con el compositor Patrick Leonard, con quien tuvo un hijo. Es prima de la actriz Maryam d'Abo.

## Filmografía

### Películas
| Año  | Título                        | Papel                  | Notas                    |
| ---- | ----------------------------- | ---------------------- | ------------------------ |
| 1984 | Conan el Destructor           | Princesa Jehnna        |                          |
| 1984 | Bolero                        | Paloma                 |                          |
| 1986 | Flying                        | Robin Crew             |                          |
| 1986 | Mission Kill                  | Chica rebelde          |                          |
| 1986 | Bullies                       | Becky Cullen           |                          |
| 1988 | The Legend of Wolf Lodge      | Liette                 |                          |
| 1989 | Beyond the Stars              | Mara Simons            |                          |
| 1989 | Another Chance                |                        |                          |
| 1990 | The Spirit of '76             | Chanel-6               |                          |
| 1993 | Point of No Return            | Angela                 |                          |
| 1993 | Bank Robber                   | Selina                 |                          |
| 1993 | Wayne's World 2               | Betty Jo               |                          |
| 1994 | The Last Good Time            | Charlotte Zwicki       |                          |
| 1994 | Greedy                        | Molly Richardson       |                          |
| 1994 | Clean Slate                   | Judy                   |                          |
| 1994 | Pompoko                       | Koharu (voz)           |                          |
| 1995 | The Big Green                 | Miss Anna Montgomery   |                          |
| 1995 | Kicking and Screaming         | Jane                   |                          |
| 1995 | Live Nude Girls               | Chris                  |                          |
| 1997 | Hacks                         | Lynn                   |                          |
| 1998 | The Velocity of Gary          | Veronica               |                          |
| 1999 | Soccer Dog: The Movie         | Elena                  |                          |
| 1999 | A Texas Funeral               | Charlotte              |                          |
| 1999 | Seven Girlfriends             | Hannah                 |                          |
| 2000 | Jonni Nitro                   | Jonni Nitro            |                          |
| 2000 | It Had to Be You              | Tracy Meltempi         |                          |
| 2001 | The Enemy                     | Sgt. Penny Johnson     |                          |
| 2002 | Tarzán y Jane                 | Jane Porter (voz)      |                          |
| 2003 | The Animatrix                 | Rox (voZ)              | Segmento: "Matriculated" |
| 2006 | Ultimate Avengers             | Natalia Romanova (voz) | Video                    |
| 2006 | Ultimate Avengers 2           | Natalia Romanova (voz) | Video                    |
| 2007 | Dante's Inferno               | Beatrice (voz)         |                          |
| 2007 | A Poor Kid's Guide to Success | Lisa Maerd             |                          |
| 2008 | The Awakening Fire            | Narradora              | Cortometraje             |
| 2009 | Green Lantern: First Flight   | Carol Ferris (voz)     | Vídeo                    |
| 2012 | Justice League: Doom          | Carol Ferris (voz)     | Vídeo                    |
| 2012 | Nuclear Family                | Dra. Hughes            |                          |
| 2013 | Impirioso                     | Luccia Rosso           |                          |
| 2013 | El violinista del diablo      | Primrose Blackstone    | Posproducción            |
| 2014 | Sleeping Beauty               | Tambria                |                          |
| 2015 | Stolen from the Suburbs       | Milena                 |                          |
| 2015 | Robo-Dog                      | Miranda Austin         |                          |
| 2015 | A Christmas Eve Miracle       | Sharron Holden         |                          |

### Televisión
| Año       | Título                                | Papel                               | Notas                                                                                         |
| --------- | ------------------------------------- | ----------------------------------- | --------------------------------------------------------------------------------------------- |
| 1985      | Not My Kid                            |                                     | Película para TV                                                                              |
| 1985      | Growing Pains                         | Wendy                               | Episodio: "Superdad"                                                                          |
| 1986      | Growing Pains                         | Terry                               | Episodio: "Employee of the Month"                                                             |
| 1987      | One Big Family                        | Joy Fairbanks                       | Episodio: "Joy to the Hattons"                                                                |
| 1987      | Really Weird Tales                    | Tippy                               | Película para TV                                                                              |
| 1988      | Simon & Simon                         | Allison Tyner / Angel               | Episodio: "Shadows"                                                                           |
| 1988      | Crash Course                          | Maria Abeja                         | Película para TV                                                                              |
| 1988      | Tour of Duty                          | Leslie                              | Episodio: "Soldiers"                                                                          |
| 1988      | The Bronx Zoo                         | Terri Avila                         | Episodio: "Behind Closed Doors"                                                               |
| 1988-1993 | The Wonder Years                      | Karen Arnold                        | 84 episodios                                                                                  |
| 1991      | The Legend of Prince Valiant          | Vesta / Jasmine / Lady Ilene (voz)  | Episodios: "The Tree", "The Secret of Perilous Garde"                                         |
| 1992      | Midnight's Child                      | Anna Bergman                        | Película para TV                                                                              |
| 1992      | Star Trek: The Next Generation        | Amanda Rogers                       | Episodio: "True Q"                                                                            |
| 1993      | For Love and Glory                    | Emily Doyle                         | Película para TV                                                                              |
| 1995      | The Single Guy                        | Deliah                              | Episodio: "Pilot"                                                                             |
| 1996      | Mortal Kombat: Defenders of the Realm | Sonya Blade (voz)                   | 13 episodios                                                                                  |
| 1997      | Dad's Week Off                        | Cherice                             | Película para TV                                                                              |
| 1997      | The Single Guy                        | Marie                               | Episodio: "Vegas Finale"                                                                      |
| 1998      | Adventures from the Book of Virtues   | Anne Sullivan (voz)                 | Episodio: "Patience"                                                                          |
| 1998      | The Wild Thornberrys                  | Jao (voz)                           | Episodio: "Only Child"                                                                        |
| 1998      | Fantasy Island                        | Florence Jenkins                    | Episodio: "Secret Self"                                                                       |
| 1999      | Batman Beyond: Return of the Joker    | Ten / Melanie Walker (voz)          | Película para TV                                                                              |
| 1999      | Party of Five                         | Perry Marks                         | Episodios: "Fragile", "I'll Show You Mine", "Haunted"                                         |
| 1999      | Batman Beyond                         | Ten / Melanie Walker (voz)          | Episodios: "Dead Man's Hand", "Once Burned"                                                   |
| 2000      | Batman Beyond                         | Ten / Melanie Walker (voz)          | Episodio: "King's Ransom"                                                                     |
| 2000      | 3rd Rock from the Sun                 | Andrea                              | Episodio: "Dick Solomon's Day Off"                                                            |
| 2001      | The Triangle                          | Allison Wright                      | Episodios: "The Arrival", "A Tree Falls in Manhattan", "Wife with Mikey"                      |
| 2001-2003 | The Legend of Tarzan                  | Jane Porter (voz)                   | 35 episodes                                                                                   |
| 2002      | The Twilight Zone                     | Shannon                             | Episodios: "The Lineman: Parts 1 & 2"                                                         |
| 2002      | Invader Zim                           | Tak (voz)                           | Episodio: "TAK: The Hideous New Girl"                                                         |
| 2002      | Law & Order: Criminal Intent          | Elizabeth Hitchens / Nicole Wallace | Episodio: "Anti-Thesis"                                                                       |
| 2002-2004 | Justice League                        | Varios (voz)                        | 7 episodios.                                                                                  |
| 2003      | Alias                                 | Emma Wallace                        | Episodio: "Double Agent"                                                                      |
| 2003      | Law & Order: Criminal Intent          | Elizabeth Hitchens / Nicole Wallace | Episodio: "A Person of Interest"                                                              |
| 2004      | Law & Order: Criminal Intent          | Elizabeth Hitchens / Nicole Wallace | Episodio: "Great Barrier"                                                                     |
| 2005      | Law & Order: Criminal Intent          | Nicole Wallace                      | Episodio: "Grow"                                                                              |
| 2006      | Invader Zim                           | Ordenador de Tak / Nave (voz)       | Episodes: "Backseat Drivers from Beyond the Stars", "The Girl Who Cried Gnome/Dibship Rising" |
| 2007      | Eureka                                | Dra. Abby Carter                    | Episodios: "Unpredictable", "Games People Play"                                               |
| 2008      | Law & Order: Criminal Intent          | Nicole Wallace                      | Episodio: "Frame"                                                                             |
| 2008-2009 | Star Wars: The Clone Wars             | Luminara Unduli (voz)               | 7 episodios                                                                                   |
| 2010      | Batman: The Brave and the Bold        | Elasti-Girl (voz)                   | Episodio: "The Last Patrol"                                                                   |
| 2011      | Generator Rex                         | Five (voz)                          | Episodios: "Divided by Six", "A Family Holiday", "Six Minus Six"                              |
| 2011      | We Have Your Husband                  | Olivia                              | Película para TV                                                                              |
| 2013      | Jo                                    | Madeleine Haynes                    | Episodio: "The Catacombes"                                                                    |